# Sándor Gombos
Sándor Gombos (ur. 4 grudnia 1895 w Somborze, zm. 27 stycznia 1968 w Budapeszcie) – węgierski szablista, mistrz olimpijski i czterokrotny medalista mistrzostw świata.
Na igrzyskach olimpijskich w Amsterdamie w 1928 roku Węgrzy w składzie: Ödön Tersztyánszky, János Garay, Attila Petschauer, József Rády, Sándor Gombos i Gyula Glykais zdobyli złoty medal w szabli drużynowej. W turnieju indywidualnym był piąty, w rundzie finałowej wygrywając osiem z jedenastu pojedynków. Były to jego jedyne starty olimpijskie.
Podczas mistrzostw świata w Budapeszcie w 1926 roku (oficjalnie zawodu tego cyklu rozgrywane są pod tą nazwą dopiero od 1937) wywalczył złoty medal w szabli indywidualnej, wyprzedzając Attilę Petschauera Włocha Bino Biniego. Tytuł obronił na rozgrywanych rok później mistrzostwach świata w Vichy, tym razem wyprzedając Ödöna Tersztyánszkyego i Gyulę Glykaisa. Ponadto zdobywał złote medale w turniejach drużynowych na mistrzostwach świata w Liège (1930) i mistrzostwach świata w Wiedniu (1931).
W czasie I wojny światowej brał udział w walkach jako porucznik 31. Pułku Artylerii Polowej. Po zakończeniu wojny ukończył studia medyczne, następnie prowadził praktykę w Budapeszcie. Po zakończeniu II wojny światowej był prezydentem Węgierskiego Związku Szermierki (1946-1948). Odznaczony Medalem z Koroną (1928) i Orderem Zasługi (1947).